# Marsel
Marsel je moško osebno ime.

## Izvor imena
Ime Marsel je različica moškega osebnega imena Marcel.

## Pogostost imena
Po podatkih Statističnega urada Republike Slovenije je bilo na dan 31. decembra 2007 v Sloveniji število moških oseb z imenom Marsel: 189.

## Osebni praznik
Osebe z imenom Marsel lahko godujejo takrat kot osebe z imenom Marcel.